# Libertas FC
Libertas FC byl italský fotbalový klub, sídlící ve městě Milán z regionu Lombardie.
Klub byl založen v roce 1905. První zápasy v oficiální soutěži odehrál v roce 1908 v tehdejší třetí lize. O rok později hrál již druhou ligu a nejyvyšší ligu hrál od sezony 1912/13 až do svého zániku 1921/22. Své zápasy hrál na hřišti via Bersaglio v oblasti San Siro. Po velké válce se klub sloučil ze zbývajícími Milánskými kluby a přejmenoval se na Associazione Calcio Libertas. V roce 1922 ukončil fotbalovou činnost.

## Změny názvu klubu
- 1906/07 – 1910/11 – Libertas FC (Libertas Football Club)
- 1911/12 – 1918/19 – Racing Libertas Club (Racing Libertas Club)
- 1919/20 – 1921/22 – AC Libertas (Associazione Calcio Libertas)